# Comuna de Somianka
Somianka (polaco: Gmina Somianka) é uma gminy (comuna) na Polónia, na voivodia de Mazóvia e no condado de Wyszkowski. A sede do condado é a cidade de Somianka.
De acordo com os censos de 2004, a comuna tem 5542 habitantes, com uma densidade 47,6 hab/km².

## Área
Estende-se por uma área de 116,38 km², incluindo:
- área agrícola: 72%
- área florestal: 15%

## Demografia
Dados de 30 de Junho 2004:
|                      | Total   | Total | Mulheres | Mulheres | Homens  | Homens |
| -------------------- | ------- | ----- | -------- | -------- | ------- | ------ |
|                      | pessoas | %     | pessoas  | %        | pessoas | %      |
| População            | 5542    | 100   | 2752     | 49,7     | 2790    | 50,3   |
| Densidade (pop./km²) | 47,6    | 100   | 23,6     | 23,6     | 24      | 24     |

De acordo com dados de 2002, o rendimento médio per capita ascendia a 1412,46 zł.

## Comunas vizinhas
- Dąbrówka, Rząśnik, Serock, Wyszków, Zatory